# Diaus-Pita
Diaus-Pita (em sânscrito: द्यौष्पितृ; romaniz.: Dyauṣ Pitā /DyauṣpitṛDyauṣpitṛ), literalmente,"Pai do Céu", é o antigo deus do céu do panteão védico, consorte de  Prithvi Mata, "Mãe Terra" e pai de divindades do Rigueveda, Agni (Fogo), Indra, e Uxas (Amanhecer). 
No Rigueveda, Diaus-Pita só aparece nos versículos 1.89.4, 1.90.7, 1.164.33, 1.191.6 e 4.1.10, e apenas em RV 1.89.4 Pitar Diaus aparece como "Pai Céu" ao lado de Mata Pritivi "Mãe Terra". 
Ele é, portanto, uma divindade "marginal" na mitologia Rigueveda mas a sua importância intrínseca é visível a partir dele ser o pai-chefe das divindades. Que Diaus era visto como o pai de Indra é conhecido apenas a partir de um versículo, RV 4.17.4:
"Teu Pai Diaus estimava a si como um herói: o mais nobre foi o trabalho da criação de Indra / quem gerou o senhor do forte parafuso que ruge, imóvel como a terra de sua fundação." (trans. Griffith (1888))
Ele é principalmente considerado em filologia comparativa como último remanescente do deus principal da religião protoindo-europeia.
O nome Diaus-Pita é um paralelo exato com o grego Zeus Páter etimologicamente, e intimamente relacionado com o latino Júpiter. Tanto Diaus e Zeus refletem um *Dyeus  Proto-Indo-Europeu.
Com base nesta reconstrução, a opinião generalizada dos estudiosos desde o século XIX, é que Indra tinha substituído Diaus como o deus principal dos primeiros Indo-Arianos. Enquanto Pritivi sobrevive como uma deusa Hindu após o final do período Védico. Diaus-Pita tornou-se quase desconhecido já na antiguidade. 
O substantivo dyaús (quando utilizado sem o pitā "pai") significa "céu, paraíso" e ocorre com frequência no Rigueveda, como uma entidade mitológica, mas não como uma divindade masculina: o céu na mitologia Védica foi imaginado como o em três camadas, avama , madhyamae uttama ou tṛtīya (RV 5.60.6). No Purusha Suktam (10.90.14), o céu é descrito como criado a partir da cabeça do ser primário, o Purusha.